# Morden i Nizjnij Tagil (2002–2007)
I början av 2007 hittades en massgrav med lik från upp till 30 flickor och kvinnor i åldrarna 13 till 25 i närheten av den ryska staden Nizjnij Tagil. Den ryska tidningen Komsomolskaja Pravda rapporterade om händelsen den 2 februari 2007. Polisen arresterade åtta män i åldrarna 25-46, vilka anklagades för att ha våldtagit och slagit kvinnor samt tvingat dem till prostitution på en bordell förklädd till massageinstitut. De som vägrade dödades. Några av kvinnorna tvingades att skriva brev till sina föräldrar där de försäkrade att allt var bra. En av de mördade flickorna uppges ha varit den fjortonåriga dottern till en av gängets ledare, Eduard "Edik" Tjudinov. Polisen anklagades för att inte ha undersökt rapporter om saknade personer tillräckligt. Från 2005-2006 var det 462 fall av saknade personer i staden på 400 000 invånare.